# Crabbea albolutea
Crabbea albolutea är en akantusväxtart som beskrevs av Mats Thulin. Crabbea albolutea ingår i släktet Crabbea och familjen akantusväxter. Inga underarter finns listade i Catalogue of Life.